# Лъвски рев
Лъвски рев (на английски Lion's roar) е музикален перкусионен инструмент от групата на фрикционните мембранофонни идеофони.
Състои се от корпус – най-често кратунка с широки отвори отгоре и отдолу, кожа, която покрива горния отвор, и пластмасово или гумено топче, на което е завързана корда или дебел памучен конец, който преминава през продупчената в центъра кожа.
Звукоизвличането става, като конецът или кордата се трият по свободния отвор, намазан с колофон. Звукът на инструмента напомня лъвски рев, от където и носи името си.